# Kozinec (Podkrkonošská pahorkatina)
Kozinec je vrchol v Krkonošském podhůří. Nachází se severovýchodně od města Jilemnice a je nejvyšším vrcholem tohoto města.

## Geologie
V permokarbonském melafyrovém tělese vrchu Kozinec můžete najít azurit, baryt, bornit, chalkopyrit, chalkozín, chlorit, chrysokol, kaolin, křemen, limonit, ryzí měď, sádrovec, siderit, tetraedrit.

## Osídlení
Na jihovýchodní a východní části kopce se rozprostírá část osídlení města Jilemnice (ulice Na Kozinci, Na Výsluní, K Vodojemu, Na Žuliance...). Poblíž vrchu pak stojí vysílač. Nedaleko něj pak stojí dvoukomorový vodojem o objemu 2 x 200 m3 vybudovaný v roce 1913, který zásobuje Jilemnici. Za vodojemem nalezneme vyhlídku na Krkonoše, pod kterou se rozkládá střelnice. Na ulici vedoucí k vodojemu stojí Kaple svaté Anny, na jižním úbočí Kozince pak stojí Kaple svatého Isidora s pramenem, který dříve zásoboval město Jilemnice vodou.
Na severní a severovýchodní straně kopce nalezneme továrnu Devro (dříve Cutisin) a bývalý skiareál Kozinec.

## Těžba

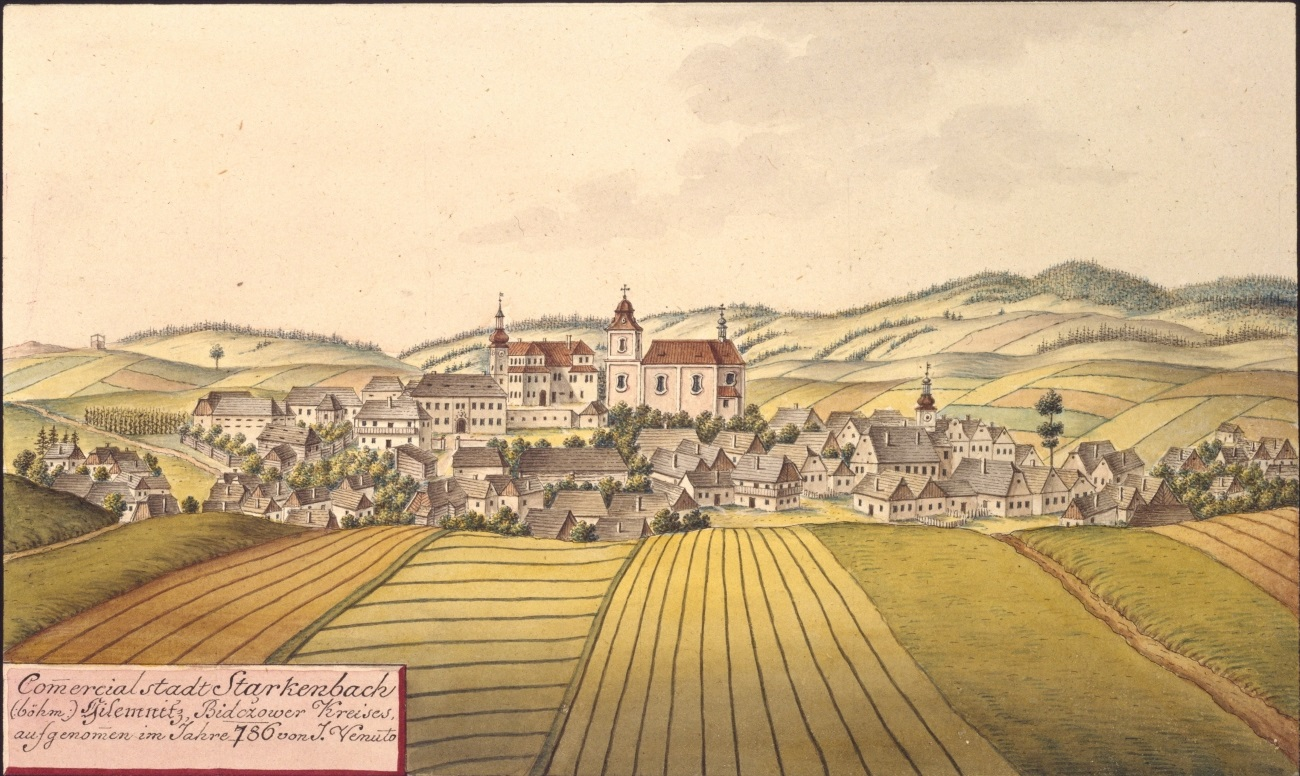
Kozinec na malbě z roku 1786 (druhý kopec zleva)

Pod vrcholem Kozince se nacházelo menší ložisko mědi. Celé temeno tohoto hřebínkovitě protáhlého vrchu je tvořeno prvohorním vulkanitem melafyrem (patrně zbytkem lávového proudu). Vlastní doly, které se nacházely jen asi 150 m severně pod jeho k západu posunutým nejvyšším vrcholem (562 m), byly však již stejně jako na předchozích lokalitách v jeho sedimentárním permském podloží.
Historie těžby zde začíná v 19. století, avšak v letech 1854–60 zde proběhly objemem nejrozsáhlejší práce. Těžbu obnovil Ing. Emil Porth, avšak doly Emil a Paulina byly roku 1860 pro nerentabilnost uzavřeny.Celkem se tu však uvádějí tři etapy těžby, z nichž poslední skončila až za 1. světové války. Obsah mědi v rudě zde byl jen okolo 1,5 %, a to byl vedle malého rozsahu ložiska důvod, proč se zde v žádné z etap nedosáhlo významnějšího úspěchu. Důl sestával z hlavní chodby dlouhé 184 m, která procházela ložiskem po celé jeho délce, a z ní byly do stran raženy chodby, v nichž probíhala vlastní těžba. Těch bylo v první, hlavní fázi těžby šest a všechny dosahovaly až k okraji ložiska. Největší část důlních prací v pokročilejším stadiu se však soustřeďovala do několika porubů.
Ložisko bylo zkoumáno i v roce 1949, avšak těžba nebyla pro nízkou výnosnost obnovena.

## Sjezdovka
Na severním svahu kopce se nacházela 490 metrů dlouhá sjezdovka s názvem Ski areál Kozinec - Jilemnice. Přepravu zajišťoval vlek s kapacitou 600 osob za hodinu. K dispozici bylo osvětlení na večerní lyžování, lyžařská škola, občerstvení i snowpark. Areál byl součástí komplexu Snowhill zahrnujícího areály v Herlíkovicích, Šachtách, Mariánských lázních a Kamenci. Rok 2014 byl poslední, kdy areál fungoval. Poté již uveden do provozu nebyl (zřejmě kvůli nedostatku sněhu) a chátral, než byl nakonec demontován. V roce 2019 byla budova občerstvení přestavěna na obytný dům.

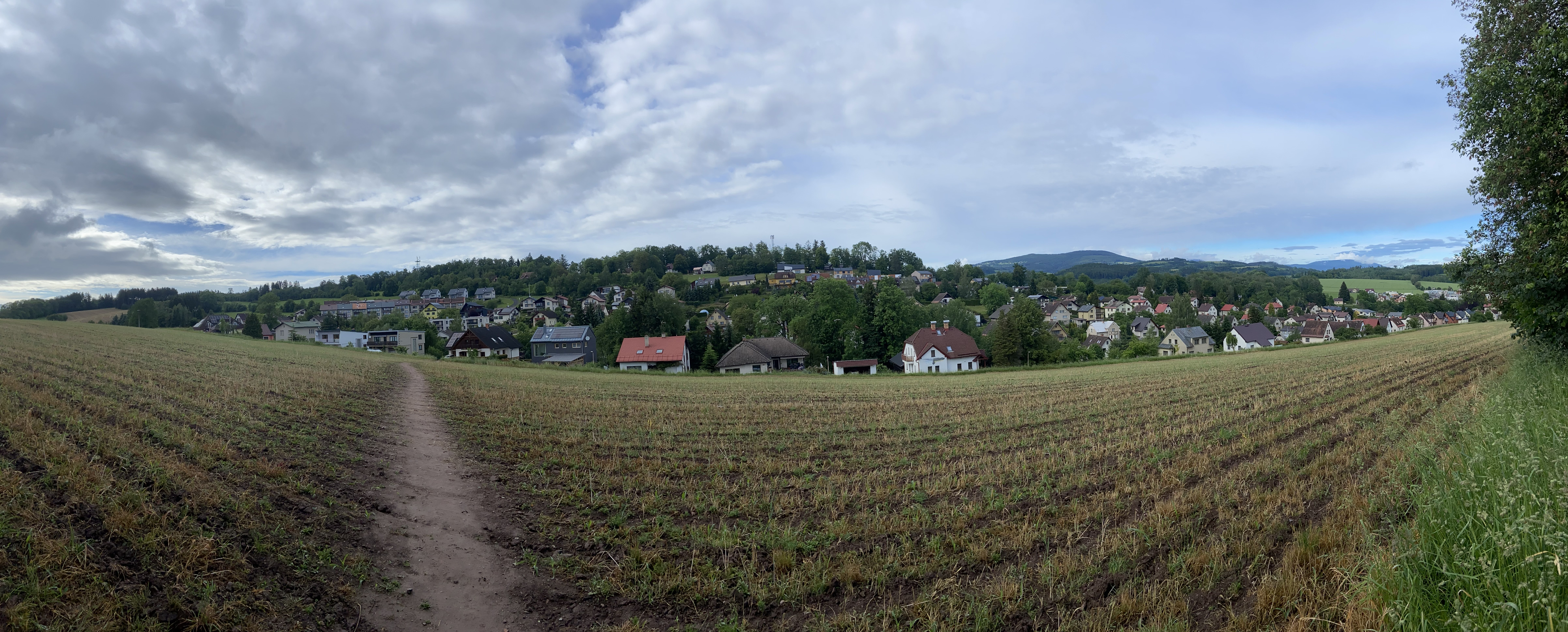
Pohled na Kozinec od města Jilemnice